# Corentin Tolisso
Corentin Tolisso (født 3. august 1994 i Tarare, Frankrig), er en fransk fodboldspiller (central midtbane). Han har siden 2017 spillet for Bayern München i den tyske Bundesliga.

## Klubkarriere
Efter i en årrække at have været en del af klubbens ungdomssystem blev Tolisso i 2012 rykket op i seniortruppen hos den franske storklub Olympique Lyon. Han debuterede for klubbens førstehold 10. august 2013 i en Ligue 1-kamp mod Nice og blev efterfølgende hurtigt en etableret del af startopstillingen. Allerede i sæsonen 2014-15 spillede han samtlige Lyons 38 Ligue 1-kampe, og scorede undervejs syv mål.
Tolisso fortsatte med at imponere, og i sommeren 2017 blev han solgt til tyske Bayern München for en pris på ca. 40 millioner euro. Dermed blev han det dyreste indkøb i både Bayern München og i Bundesligaens historie. Han var i sin første sæson, 2017-18, med til at vinde det tyske mesterskab med klubben.

## Landshold
I perioden 2014-2016 spillede Tolisso 19 kampe og scoredet seks mål for det franske U/21-landshold. Han debuterede for A-landsholdet 28. marts 2017 i en venskabskamp mod Spanien og har (pr. december 2022) spillet 28 landskampe. Han blev udtaget til VM 2018 i Rusland.